# Wolf-Helmut Wagner
Wolf-Helmut Wagner (* 27. November 1914 in Leipzig; † 1993 in Nonnenhorn) war ein deutscher Mediziner.

## Leben
Wagner war Leiter des Labors für Parasitologie und später der Arbeitsgruppe Chemotherapie bei den Farbwerken Hoechst. Er hatte den Professorentitel.
1967 bis 1969 war er Schatzmeister und 1969 bis 1977 Schriftführer der Paul Ehrlich Gesellschaft für Chemotherapie, zu deren Gründern er 1967 zählte.
1952 war er mit Gerhard Eißner der erste Träger des Paul-Ehrlich-und-Ludwig-Darmstaedter-Preises.